# Acarnus claudei
Acarnus claudei är en svampdjursart som beskrevs av van Soest, Hooper och Hiemstra 1991. Acarnus claudei ingår i släktet Acarnus och familjen Acarnidae.
Artens utbredningsområde är havet utanför Sydafrika. Inga underarter finns listade i Catalogue of Life.